# Bianzano
Bianzano ist eine italienische Gemeinde (comune) in der Provinz Bergamo in der Region Lombardei mit 617 Einwohnern (Stand 31. Dezember 2023).

## Geographie
Die Nachbargemeinden sind Casazza, Cene, Gaverina Terme, Leffe, Peia, Ranzanico und Spinone al Lago.

## Burg Suardi
Obwohl es keine genauen Daten über die Entstehungszeit der Burg geht, lassen sich in der Burg Inschriften aus dem Jahre 1233 finden. Ein 25 Meter großer Turm ist das größte Gebäude der Burg. Die Burg hat nie als Adelssitz gedient, sondern dazu, die Einkünfte der Bauern sicher aufzubewahren und um Handel zu treiben. Auch die Hauptstraße zu den umliegenden Orten wurde so gesichert.